# Óscar Serrano Rodríguez
Óscar Serrano (Blanes, Gerona, España, 30 de septiembre de 1981) es un exfutbolista español que jugaba de centrocampista en banda izquierda.

## Trayectoria
Comenzó su carrera en el UE Figueres en Segunda División B entre los años 2002 y 2004, para el año siguiente dar el salto al Real Club Deportivo Espanyol B en el que se curtió como futbolista siendo reclamado por el primer equipo españolista.
Su fichaje costó apenas 18.000 euros, y el jugador, que ni siquiera fue presentado oficialmente, firmó un contrato por una temporada con opción a renovar por tres más.
Sorpresa de la pretemporada, Serrano se ganó la confianza del entrenador Miguel Ángel Lotina, quien apostó por él como titular en el primer partido liguero, ante el Deportivo de la Coruña en detrimento de un jugador consagrado como el cántabro José Emilio Amavisca.
Con los periquitos jugó 30 partidos de Liga y anotó cuatro goles en la que fue su primera temporada completa en la Primera División Española.
Serrano ganó un juicio a la entidad perica para fichar por el Racing de Santander. La cosa empezó cuando su presidente Manuel Huerta sostiene que tiene casi fichado al catalán porque su contrato acababa el 30 de junio. Serrano, que había firmado por un año con el RCD Espanyol, vio sin embargo como tras jugar un cierto número de partidos la duración del contrato aumentaba otros tres, con una subida de la cláusula de rescisión de 2,7 a 4,8 millones de euros.
En octubre de 2007 amplía su vinculación con el Racing de Santander por otras tres temporadas, que sumadas a las dos que le restaban, hacen cinco años más en el conjunto cántabro.
Uno de los goles más recordados por el jugador es el que marcó el 16 de enero de 2008 en los octavos de final de la Copa del Rey de Fútbol al Real Zaragoza que supuso el 3-1 y la puntilla a la eliminatoria. Una jugada ensayada en la que Serrano apareció libre de marca para entablar un zapatazo que se coló como un obús en la portería de César Sánchez.
Marcó su primer gol en la Copa de la UEFA con el Racing de Santander el 18 de diciembre de 2008 en el último partido que disputó el conjunto cántabro en la competición europea frente al Manchester City en los Campos de Sport de El Sardinero.
El 25 de abril de 2010, el futbolista gerundense sufrió una grave lesión en el transcurso del encuentro frente al Villarreal C.F.. A Serrano se le diagnosticó una rotura del ligamento cruzado anterior de la rodilla izquierda.
En su regreso a los terrenos de juego, el 12 de diciembre de 2010, marcó el único tanto de su equipo en el minuto 91 de partido frente al RCD Mallorca, dándole la victoria por 0-1. Pocas jornadas después, el 10 de enero de 2011, volvió a caer en la misma lesión, en un partido frente al Real Sporting de Gijón. El 18 de enero es operado del ligamento cruzado de la rodilla izquierda.
El 24 de enero de 2012 rescinde su contrato con el Racing de Santander y se hace oficial su fichaje por el Levante Unión Deportiva.
El 15 de julio de 2013 se incorpora a la pretemporada del Deportivo Alavés aceptando pasar un periodo de prueba. Tras pasar 2 semanas de prueba, el 1 de agosto de 2013 el club le ofrece un contrato para jugar en la temporada 2013–14.
Pese a tener ofertas del UE Olot y del UE Llagostera, decidió retirarse en el verano del 2014.

## Clubes
|-
| Club                                      | Temporada | Liga     | Liga  | Copa     | Copa  | Europa   | Europa | TOTAL    | TOTAL |
| Club                                      | Temporada | Partidos | Goles | Partidos | Goles | Partidos | Goles  | Partidos | Goles |
| ----------------------------------------- | --------- | -------- | ----- | -------- | ----- | -------- | ------ | -------- | ----- |
| Unió Esportiva Figueres                   | 2002-03   | 31       | 5     | -        | -     | -        | -      | 31       | 5     |
| Unió Esportiva Figueres                   | 2003-04   | 27       | 0     | -        | -     | -        | -      | 27       | 0     |
| Real Club Deportivo Espanyol de Barcelona | 2004-05   | 30       | 2     | 0        | 0     | 0        | 0      | 30       | 2     |
| Real Racing Club de Santander             | 2005-06   | 32       | 1     | 0        | 0     | 0        | 0      | 32       | 1     |
| Real Racing Club de Santander             | 2006-07   | 31       | 0     | 2        | 0     | 0        | 0      | 33       | 0     |
| Real Racing Club de Santander             | 2007-08   | 34       | 3     | 8        | 2     | 0        | 0      | 42       | 5     |
| Real Racing Club de Santander             | 2008-09   | 35       | 5     | 3        | 0     | 6        | 1      | 44       | 6     |
| Real Racing Club de Santander             | 2009-10   | 33       | 3     | 7        | 0     | 0        | 0      | 40       | 3     |
| Real Racing Club de Santander             | 2010-11   | 4        | 1     | 0        | 0     | 0        | 0      | 4        | 1     |
| Real Racing Club de Santander             | 2011-12   | 8        | 0     | 2        | 0     | 0        | 0      | 10       | 0     |
| Levante Unión Deportiva                   | 2011-12   | 6        | 0     | 1        | 0     | 0        | 0      | 7        | 0     |
| Levante Unión Deportiva                   | 2012-13   | 0        | 0     | 2        | 0     | 1        | 0      | 3        | 0     |
| Deportivo Alavés                          | 2013-14   | 16       | 1     | 2        | 0     | 0        | 0      | 18       | 1     |
| Total en su carrera                       | 13        | 287      | 21    | 27       | 2     | 7        | 1      | 321      | 24    |